# Кисели (Киров)
 Кисели — деревня входит в Ленинский район города Киров Кировской области России. Входит в состав муниципального образования «Город Киров».

## География
Расположен в центральной части региона, в подзоне южной тайги, при автодороге 33Н-120, на расстоянии приблизительно 5 километров (по прямой) на запад от железнодорожного вокзала станции Киров.

### Климат
Климат характеризуется как умеренно-континентальный с ярко выраженными временами года. Среднегодовая температура — 1,6 °C. Средняя температура воздуха самого холодного месяца (января) составляет −14,4 °C (абсолютный минимум — −50 °С); самого тёплого месяца (июля) — 17,9 °C. Безморозный период длится в течение 99—123 дней. Годовое количество атмосферных осадков — 582 мм, из которых около 415 мм выпадает в период с апреля по октябрь.

## Топоним
Известна с 1671 года как деревня Шевелевская, к в 1802 году фиксируется как «Шепелевская тож Якушевская и Елкинская», к 1873 году Шепелевская или Якушевская, Ильниковская или Кисели, Кураж. В 1905 остались два названия - Шепелевская или Кисели. 

## История
Известна с 1671 года как деревня Шевелевская с 1 двором, в 1764 29 жителей, в 1802 -  9 дворов. В 1873 году дворов 15 и жителей 125, в 1905 - 13 и 94, в 1926 (Большие Кисели или Кисели, Шепелевская) 20 и 89, в 1950 (Большие Кисели) 17 и 84, в 1989 24 жителя.
В 1994 году деревни Большие Кисели и Малые Кисели в один населенный пункт — деревню Кисели Красногорского сельсовета со снятием с учёта деревень Малые Кисели и Большие Кисели.

## Население
| 2010 |
| ---- |
| 2    |

Постоянное население составляло 24 человека (русские 100 %) в 2002 году, 2 в 2010.